# Victor Schlegel
Pour les articles homonymes, voir Schlegel.
Victor Schlegel (1843–1905) est un mathématicien prussien. Il est connu pour avoir diffusé l'algèbre géométrique de Hermann Grassmann et pour une méthode de visualisation des polytopes appelée diagramme de Schlegel.

## Biographie
Au XIXe siècle, il y a eu plusieurs extensions du champ traditionnel de la géométrie à travers les innovations de la géométrie hyperbolique, la géométrie non euclidienne et la géométrie algébrique.
Hermann Grassmann est un des géomètres les plus novateurs en anticipant l'algèbre linéaire et l'algèbre multilinéaire qu'il a appelée Ausdehnungslehre (théorie de l'extension, "Extension theory" en anglais). 
Comme le rapporte David E. Rowe en 2010 : 
« Le plus important des nouveaux partisans était Victor Schlegel, collègue de Grassmann au Stettin Gymnasium de 1866 à 1868. Après Schlegel accepte un poste de proviseur au Gymnasium à Waren, une petite ville du Mecklembourg. »
En 1872 Schlegel publie la première partie de son System der Raumlehre qui utilise les méthodes de Grassmann pour développer la géométrie plane. Schlegel utilise son livre pour faire avancer les idées de Grassmann, expliquant que « les idées de Grassmann ont été négligées parce qu'il n'avait pas occupé de chaire universitaire. »
Poursuivant sa critique des universitaires, Schlegel exprime l'opinion réactionnaire que
« Plutôt que de développer une base solide pour leurs méthodes analytiques, les mathématiciens contemporains tendent à inventer de nouveaux symbolismes sur une base ad hoc, créant une cacophonie de langues inintelligibles telle une tour de Babel ».
L'attitude de Schlegel est qu'aucune base pour les méthodes scientifiques n'est mise en évidence en mathématiques et que « ce défaut de fondations a conduit à ce large manque d'intérêt reconnu en mathématiques dans les écoles »
Felix Klein envoie le livre de Schlegel à une revue en lui reprochant de négliger le rapport anharmonique et  échec à contextualiser Grassmann dans le courant des développements mathématiques. Rowe indique que Klein était plus intéressé à développer son Programme d'Erlangen.
En 1875 Schlegel continue avec la seconde partie de son System der Raumlehre, répondant à Klein dans la préface. Cette partie développe les coniques, la division harmonique, la géométrie projective et les déterminants.
Schlegel publie une biographie d'Hermann Grassmann en 1878. Les deux parties de son livre ainsi que cette biographie sont disponibles sur le Internet Archive.
Au congrès d'été de l'American Mathematical Society le 15 août 1894, Schlegel présente un essai sur le problème de trouver l'emplacement situé à une distance totale minimale de points donnés.

## Publications
- Victor Schlegel (1883) "Theorie der homogen zusammengesetzten Raumgebilde", Nova Acta, Ksl. Leop.-Carol. Deutsche Akademie der Naturforscher, Band XLIV, Nr. 4, Druck von E. Blochmann & Sohn in Dresden.
- Victor Schlegel (1886) Ueber Projectionsmodelle der regelmässigen vier-dimensionalen Körper, Waren.
- Victor Schlegel (1896) "Ein Beitrag zur Geschichte der Mathematik in den letzten fünfzig Jahren", Zeitschrift für Mathematik und Physik 4;:1–21, 41–59.